# Даніяр Кобонов
Даніяр Кобонов (кирг. Данияр Кобонов; нар. 8 вересня 1982, село Саруу Джеті-Огузького району, Іссик-Кульської області) —  киргизький борець греко-римського стилю, бронзовий призер чемпіонату світу, дворазовий чемпіон Азії, чемпіон Азійських ігор, учасник двох Олімпійських ігор. Майстер спорту Киргизстану міжнародного класу.

## Біографія
Боротьбою займається з 1993 року. З 2001 року є членом в Національної збірної команди Киргизької Республіки з греко-римської боротьби. У 2001 році закінчив Республіканське училище олімпійського резерву імені Шералі Сидикова, м. Бішкек.

## Спортивні результати на міжнародних змаганнях

### Виступи на Олімпіадах
| Змагання                    | Збірна     | Вагова категорія | Місце |
| --------------------------- | ---------- | ---------------- | ----- |
| Літні Олімпійські ігри 2004 | Киргизстан | 74 кг            | 14    |
| Літні Олімпійські ігри 2012 | Киргизстан | 74 кг            | 17    |

### Виступи на Чемпіонатах світу
| Змагання                        | Збірна     | Вагова категорія | Місце  |
| ------------------------------- | ---------- | ---------------- | ------ |
| Чемпіонат світу з боротьби 2003 | Киргизстан | 74 кг            | 29     |
| Чемпіонат світу з боротьби 2005 | Киргизстан | 74 кг            | 21     |
| Чемпіонат світу з боротьби 2006 | Киргизстан | 74 кг            | 9      |
| Чемпіонат світу з боротьби 2007 | Киргизстан | 74 кг            | 30     |
| Чемпіонат світу з боротьби 2010 | Киргизстан | 74 кг            | Бронза |
| Чемпіонат світу з боротьби 2011 | Киргизстан | 74 кг            | 17     |
| Чемпіонат світу з боротьби 2015 | Киргизстан | 86 кг            | 32     |

### Виступи на Чемпіонатах Азії
| Змагання                       | Збірна     | Вагова категорія | Місце  |
| ------------------------------ | ---------- | ---------------- | ------ |
| Чемпіонат Азії з боротьби 2000 | Киргизстан | 58 кг            | 5      |
| Чемпіонат Азії з боротьби 2003 | Киргизстан | 74 кг            | 7      |
| Чемпіонат Азії з боротьби 2004 | Киргизстан | 74 кг            | 5      |
| Чемпіонат Азії з боротьби 2005 | Киргизстан | 74 кг            | Золото |
| Чемпіонат Азії з боротьби 2006 | Киргизстан | 74 кг            | Срібло |
| Чемпіонат Азії з боротьби 2007 | Киргизстан | 74 кг            | Золото |
| Чемпіонат Азії з боротьби 2008 | Киргизстан | 74 кг            | Срібло |
| Чемпіонат Азії з боротьби 2015 | Киргизстан | 80 кг            | 7      |

### Виступи на Азійських іграх
| Змагання           | Збірна     | Вагова категорія | Місце  |
| ------------------ | ---------- | ---------------- | ------ |
| Азійські ігри 2002 | Киргизстан | 66кг             | Срібло |
| Азійські ігри 2006 | Киргизстан | 74 кг            | Бронза |
| Азійські ігри 2010 | Киргизстан | 74 кг            | Золото |

### Виступи на інших змаганнях
| Змагання                                                           | Збірна     | Вагова категорія | Місце  |
| ------------------------------------------------------------------ | ---------- | ---------------- | ------ |
| Олімпійський кваліфікаційний турнір з греко-римської боротьби 2004 | Киргизстан | 74 кг            | 27     |
| Олімпійський кваліфікаційний турнір з греко-римської боротьби 2004 | Киргизстан | 74 кг            | Срібло |
| Золотий Гран-прі з боротьби 2006                                   | Киргизстан | 74 кг            | Бронза |
| Олімпійський кваліфікаційний турнір з греко-римської боротьби 2008 | Киргизстан | 74 кг            | 26     |
| Олімпійський кваліфікаційний турнір з греко-римської боротьби 2008 | Киргизстан | 74 кг            | 8      |
| Кубок Президента Казахстану з боротьби 2011                        | Киргизстан | 74 кг            | 8      |
| Кубок Владислава Питласинські 2011                                 | Киргизстан | 74 кг            | 27     |
| Олімпійський кваліфікаційний турнір з греко-римської боротьби 2012 | Киргизстан | 74 кг            | Срібло |
| Кубок Владислава Пітласинські 2012                                 | Киргизстан | 84 кг            | 14     |
| Гран-прі FILA 2015                                                 | Киргизстан | 75 кг            | 29     |
| Гран-прі FILA 2015                                                 | Киргизстан | 80 кг            | 16     |
| Турнір Вехбі Емре 2015                                             | Киргизстан | 75 кг            | 20     |
| Кубок Владислава Пітласинські 2015                                 | Киргизстан | 75 кг            | 26     |
| Олімпійський кваліфікаційний турнір з греко-римської боротьби 2016 | Киргизстан | 75 кг            | 23     |